# Tomás Giribaldi
Tomás Giribaldi (Montevideo, 18 de octubre de 1847 — 11 de abril de 1930) fue un compositor de ópera uruguayo.

## Biografía
Comenzó sus estudios junto a los Maestros Carmelo Calvo y José Giuffra. Fue autor de "La Parisina" considerada la primera ópera uruguaya, que fue estrenada el 14 de septiembre de 1878 en el Teatro Solís. La aparición de esta obra tuvo un importante impacto que fue registrado por la prensa de la época y le valió el reconocimiento a su autor. Fue becado por el gobierno para continuar sus estudios en Europa, pero tuvo que regresar a Uruguay a poco de pisar suelo italiano por un agravamiento en la enfermedad de su madre.
Continuó componiendo óperas aunque ninguna logró el éxito de "La Parisina". Su segunda ópera, titulada Manfredi di Svevia contó con un libreto de José Emilio Ducati y fue estrenada también en el Solís
También compuso las óperas "Inés de Castro" (1884) y "Magda" (1905) aunque nunca fueron representadas o publicadas. Escribió asimismo varias composiciones musicales y poemas sinfónicos. En Uruguay cumplió tareas como asesor técnico de la Banda Municipal de Montevideo.
Utilizaba los seudónimos Theg y Maestro Pinccetti para componer algunas de sus obras musicales